# Belén Atienza Azcona
Belén Atienza Azcona (Madrid, 1970) és una productora de cinema i televisió espanyola. Ha produït més de 30 pel·lícules i ha treballat en diverses produccions internacionals. Entre els seus treballs més destacats hi ha The Impossible, Un monstre em ve a veure o Jurassic World: El regne caigut i la sèrie Penny Dreadful, en la que va participar com a coproductora executiva.

## Biografia
Atienza és llicenciada en Dret per la Universitat Autònoma de Madrid perquè quan va haver de decidir els seus estudis no existia una carrera específica de cinema, que era el que realment desitjava estudiar. Per això, va exercir l'advocacia durant molt poc temps fins que la van cridar per a treballar en la distribuïdora de cinema espanyola Sogepaq.
Ha produït tres dels majors èxits del cinema espanyol dels últims anys: : The Impossible, Un monstrue em ve a veure i L'orfenat, totes elles dirigides per Juan Antonio Bayona, i que es troben entre les deu pel·lícules més taquilleres de la història del cinema espanyol. Atienza és una de les poques persones en la indústria cinematogràfica espanyola que ha estat capaç d'aixecar pel·lícules amb producció espanyola de més 20 milions d'euros.
En 2014 va ser nomenada una de les 500 dones més influents d'Espanya segons a revista YoDona.

## Trajectòria
Atienza va començar a produir en Impala produccions de la mà de José Vicuña. En el 2001, es va incorporar a treballar en Telecinco Cinema. Durant aquest període va exercir de productora executiva en El laberinto del fauno de Guillermo del Toro, Alatriste d’Agustín Díaz Yánez i Che: Guerrilla i Che, el argentino, del director estatatunidenc Steven Soderbergh. Va centrar la seva labor a descobrir nous talents. És així com en 2007 va decidir tirar endavant L'orfenat, òpera prima de Juan Antonio Bayona, en la qual figura com a productora delegada. Des de llavors, la carrera laboral de tots dos ha anat sempre de la mà. Ha estat productora de Un monstre em ve a veure, Jurassic World: El regne caigut i The Impossible, que es va convertir en la pel·lícula més taquillera de la història del cinema espanyol en el moment de la seva estrena.
En 2003, va fundar Apaches Entertainment amb Enrique López Lavigne, productora centrada en cinema d'alt pressupost amb un segell de qualitat. The Impossible, Extraterrestre o 3 bodas de más han estat algunes de les pel·lícules que ha tirat endavant amb aquesta companyia.
En els últims anys, ha estat bolcada en la producció de cinema en anglès i amb repartiment internacional, però sempre tenint com a prioritat rodar a Espanya, el seu país d'origen. Ho va intentar amb Jurassic World, però no li va anar possible a causa de les poques desgravacions fiscals que existeixen a Espanya.
Implicada també en causes socials, en 2015 va produir el curtmetratge 9 días en Haítí, del que també n’és responsable del guió, per Oxfam Intermón dins de la campanya "Sí me importa". L'objectiu era visibilitzar i exigir al Govern la necessitat d'augmentar la inversió en cooperació al desenvolupament per a aconseguir acabar amb la pobresa i la desigualtat. El curtmetratge es va presentar en el Festival Internacional de Cinema de Sant Sebastià.

## Filmografia

### Llargmetratges
- 2018 – Jurassic World: El regne caigut de Juan Antonio Bayona.
- 2017 – El secreto de Marrowbone de Sergio G. Sánchez.
- 2016 – Un monstre em ve a veure de Juan Antonio Bayona.
- 2016 – Toro de Kike Maillo.
- 2015 – Gente en sitios de Juan Cavestany.
- 2014 – Out of dark de Lluís Quílez.
- 2014 – Purgatorio de Pau Teixidor.
- 2014 – Open Windows de Nacho Vigalondo.
- 2013 – Faraday de Norberto Ramos del Val.
- 2013 – Tres bodas de más de Javier Ruiz Caldera.
- 2012 – The Impossible de Juan Antonio Bayona.
- 2012 – Fin de Jorge Torregrossa.
- 2011 – Verbo de Eduardo Chapero - Jackson.
- 2011 – Intruders de Juan Carlos Fresnadillo.
- 2011 – Extraterrestre de Nacho Vigalondo.
- 2009 – Hierro de Gabe Ibáñez.
- 2008 – Che, el argentino de Steven Soderbergh.
- 2008 – Che: guerrilla de Steven Soderbergh.
- 2008 – Maradona by Kusturica de Emir Kusturica.
- 2008 – Gente de mala calidad de Juan Cavestany.
- 2007 – Salir pitando de Álvaro Fernández Armero.
- 2007 – L'orfenat de Juan Antonio Bayona.
- 2007 – Ladrones de Jaime Marques.
- 2007 – Días de cine de David Serrano.
- 2006 – Alatriste de Agustín Díaz Yanes.
- 2006 – El laberinto del fauno de Guillermo del Toro.
- 2006 – Volando voy de Miguel Albadalejo.
- 2005 – Yak-42 de Tania Estévez.
- 2005 – El Calentito de Chus Gutiérrez.
- 2003 – Días de fútbol de David Serrano.
- 2003 – Karate a muerte en Torremolinos de Pedro Temboury.

### Sèries de televisió
- 2014 – Penny Dreadful. Dos episodis: Seance i Night Work.

### Curtmetratges
- 2016 – Petrona de Hammudi Al - Rahmoun Font.
- 2015 – 9 días en Haití de Juan Antonio Bayona.
- 2008 – The end d’Eduardo Chapero - Jackson.

## Premis
- En 2018 va guanyar el Premi a una Trajectòria de Cinema del Festival de Cine por mujeres[8]
- El 2014 va guanyar el Premi a la Millor Comèdia als Premis Feroz per Tres bodas de más.
- El 2013 va estar nominada a Millor Pel·lícula en els Premis Goya per The Impossible.
- En 2013 va guanyar Millor pel·lícula europea en els Premis Gaudí per The Impossible.